# Gilbertsville (Nueva York)
Gilbertsville es una villa ubicada en el condado de Otsego en el estado estadounidense de Nueva York. En el año 2000 tenía una población de 375 habitantes y una densidad poblacional de 144 personas por km².

## Geografía
Gilbertsville se encuentra ubicada en las coordenadas 42°28′10″N 75°19′16″O / 42.46944, -75.32111.

## Demografía
Según la Oficina del Censo en 2000 los ingresos medios por hogar en la localidad eran de $39,000, y los ingresos medios por familia eran $46,667. Los hombres tenían unos ingresos medios de $33,750 frente a los $26,500 para las mujeres. La renta per cápita para la localidad era de $19,119. Alrededor del 5.8% de la población estaban por debajo del umbral de pobreza.